# Kicsi gesztenye klub
A Kicsi gesztenye klub 2016-ban indult magyar gyártású, vegyes technikájú tévéfilmsorozat, amelyben számítógéppel animált díszletek, élő és számítógéppel animált szereplők láthatóak. Műfaját tekintve zenés filmsorozat. A gyerekműsort Fige Attila rendezte, a producere Dobrády Ákos. Magyarországon 2016. március 20-ától a Minimax tűzte műsorára. 2023. novemberétől pedig a JimJam műsorán tekinthető meg. 

## Ismertető
A producer, Dobrády Ákos (TNT) a következőt mondta el a műsorról:
Eredetileg a „Kicsi gesztenye” egy gyerekdalnak indult, amit felkérésre írtam, de addig jutottam, hogy “barna a szeme”. Végül a TNT lemezén jelent meg, felnőtt dalként továbbírva. Ennek a dalnak köszönhetően szólítanak az utcán 12 éve kicsi gesztenyének. Ezt megelégeltem, és úgy döntöttem, keltsük ezt a karaktert végre életre, és kezdjenek el arra fókuszálni az emberek.
A műsor a 3-7 éves korosztályt célozza meg, főszerepben Lizával és barátaival, akik a négy fő elemet képviselik a mesében. Liza az, aki Kicsi Gesztenye (a föld), Lufipofi (a levegő), Napsugár (a tűz) és Olly, a rák (a víz) segítője, iránymutatója. Az ő vezetésével a komoly döntések előtt álló csapat mindig szerencsésen megtalálja a megfelelő utat.
A kedves, jelmezes figurák, szellemes párbeszédekkel és sok zenével, fülbemászó dallamokkal igyekeznek átadni a gyerekeknek a mindennapi élethez kapcsolódó ismereteket, értékeket. 

## Szereplők
- Liza – A mese főszereplője.

A projekt indulásától 2022 elejéig Vincze Liza alakította, Vincze Ottó válogatott labdarúgó unokahúga és egyben keresztlánya. 2022 óta Szilágyi Panna tűnt fel Liza szerepében. 
- Kicsi Gesztenye – A föld megtestesítője.
- Lufipofi – A levegő megtestesítője.
- Napsugár – A tűz megtestesítője.
- Olly, a rák – A víz megtestesítője.

## Epizódok
1.évad
1. A gyertyafény
2. A buborék
3. A varázsmagok
4. Az eső
5. A csillagpor
6. Különös lábnyomok
7. A napszakok
8. A fogorvos
9. A zenebona
10. A hőlégballon
11. A farmon
12. A mosakodás

2.évad
1. Csapatmunka
2. A strandon
3. Papírsárkány
4. Esőcsinálók
5. Kresz
6. Órák
7. A nagy ásás
8. Az orvosnál
9. Foglalkozások
10. Riska nyomában
11. Hahóember
12. Karácsony

3.évad
1. Új barát a klubban
2. A műanyagpalack
3. A titokzatos mézrabló
4. A hócsata
5. Gesztenye találmánya
6. Lufi titkos barátja
7. Mysterio bolygói
8. A vonatozás
9. A villám
10. A farsang
11. Napsi takarít
12. Olly rossz álma
13. Ború és derű
14. Felleghy Donát
15. A körte-répa torta
16. Az unatkozás
17. A vitamin
18. A muffinok
19. A szivárvány kincsei
20. A tetőre nőtt virág
21. Hála Riskának
22. Napsi a sztár
23. Időtlen szórakozás
24. Liza és a felvételi vizsga

## Gyártás
- Animációs rendező / Kompozitor: Pásztor Szabolcs
- Tervező / Rajzoló: Szőnyi Gergely